# Bridgeport (Illinois)
Bridgeport és una població dels Estats Units a l'estat d'Illinois. Segons el cens del 2000 tenia 2.168 habitants.

## Demografia
Segons el cens del 2000, Bridgeport tenia 2.168 habitants, 871 habitatges, i 585 famílies. La densitat de població era de 782,3 habitants/km².
Dels 871 habitatges en un 32,3% hi vivien nens de menys de 18 anys, en un 50,1% hi vivien parelles casades, en un 12,3% dones solteres, i en un 32,8% no eren unitats familiars. En el 30% dels habitatges hi vivien persones soles el 16,3% de les quals corresponia a persones de 65 anys o més que vivien soles. El nombre mitjà de persones vivint en cada habitatge era de 2,42 i el nombre mitjà de persones que vivien en cada família era de 2,99.
Per edats la població es repartia de la següent manera: un 26,8% tenia menys de 18 anys, un 8,4% entre 18 i 24, un 27% entre 25 i 44, un 18,9% de 45 a 60 i un 18,9% 65 anys o més.
L'edat mediana era de 36 anys. Per cada 100 dones de 18 o més anys hi havia 85,9 homes.
La renda mediana per habitatge era de 27.635 $ i la renda mediana per família de 33.333 $. Els homes tenien una renda mediana de 27.235 $ mentre que les dones 16.660 $. La renda per capita de la població era de 12.960 $. Aproximadament el 13% de les famílies i el 17,3% de la població estaven per davall del llindar de pobresa.

## Poblacions més properes
El següent diagrama mostra les poblacions més properes.